# Cyprus International 1996
Die Cyprus International 1996 im Badminton fanden vom 17. bis zum 20. Oktober 1996 statt. Auf der IBF-Turnierskala erreichte es die Wertung C.

## Sieger und Platzierte
| Disziplin    | Gold                       | Silber                         | Bronze                            |
| ------------ | -------------------------- | ------------------------------ | --------------------------------- |
| Herreneinzel | Rashad Khankan             | Luben Panov                    | Nicolas Pissis                    |
| Herreneinzel | Rashad Khankan             | Luben Panov                    | Yasen Borisov                     |
| Dameneinzel  | Diana Knekna               | Nina Messman                   | Tatiana Hristova                  |
| Dameneinzel  | Diana Knekna               | Nina Messman                   | Eva Katreeb                       |
| Herrendoppel | Yasen Borisov Luben Panov  | Torben Harring Jesper Sørensen | Evandros Votsis Bo Wendel         |
| Herrendoppel | Yasen Borisov Luben Panov  | Torben Harring Jesper Sørensen | Antonis C. Lazarou Nicolas Pissis |
| Damendoppel  | Elena Iasonos Diana Knekna | Gitte Emmerkjaer Nina Messman  | Tatiana Hristova Marina Kasimova  |
| Damendoppel  | Elena Iasonos Diana Knekna | Gitte Emmerkjaer Nina Messman  | Eva Katreeb Abeer Mohamad         |
| Mixed        | Bo Wendel Nina Messman     | Yasen Borisov Tatiana Hristova | Luben Panov Marina Kasimova       |
| Mixed        | Bo Wendel Nina Messman     | Yasen Borisov Tatiana Hristova | Yiannis Iordanou Maria Iasonos    |

## Finalergebnisse
| Disziplin    | Sieger                     | Finalist                       | Ergebnis          |
| ------------ | -------------------------- | ------------------------------ | ----------------- |
| Herreneinzel | Rashad Khankan             | Luben Panov                    | 15–4, 15–6        |
| Dameneinzel  | Diana Knekna               | Nina Messman                   | 11–3, 11–3        |
| Herrendoppel | Yasen Borisov Luben Panov  | Torben Harring Jesper Sørensen | 15–9, 15–9        |
| Damendoppel  | Elena Iasonos Diana Knekna | Gitte Emmerkjaer Nina Messman  | 15–9, 8–15, 18–13 |
| Mixed        | Bo Wendel Nina Messman     | Yasen Borisov Tatiana Hristova | 15–8, 15–8        |